# Arc de ferradura

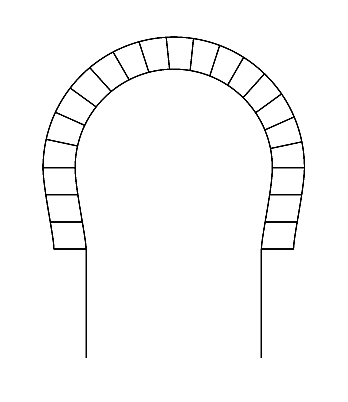
Esquema d'un arc de ferradura

L'arc de ferradura o arc ultrapassat és el que té una obertura que ultrapassa la mitja circumferència amb el centre situat per sobre de la línia d'arrencada. És més obert que l'islàmic i amb l'extradós vertical sobre la línia d'arrencada, sostingut per columnes amb grans àbacs i capitells d'imitació coríntia.
És probable que es tracti d'una creació dels antics indígenes preromans de la península Ibèrica. Més tard, va passar, a través dels romans, a l'art visigòtic (segle vii), els quals li van donar el seu primer impuls important. Dels visigots, va passar a l'art hispanomusulmà i, d'aquí, va passar a l'art mossàrab i al mudèjar.
És característic de l'art preromànic català i en podem veure un bell exemple a l'església consagrada el 974 de Sant Miquel de Cuixà.